# ラシャ・ロミゼ
ラシャ・ロミゼ（グルジア語: ლაშა ლომიძე、Lasha Lomidze、1992年6月30日 - ）は、シャンピオナ・フェデラル・ナシオナルUSダクスに所属するラグビーユニオン選手。

## プロフィール
- ジョージア・トビリシ出身。
- ポジションはロック(LO)、フランカー(FL)、ナンバーエイト(No.8)。
- 身長 193cm、体重 109kg
- U20ジョージア代表に選ばれたことがある[1]。
- ジョージア代表キャップは47（2020年4月現在）でラグビーワールドカップ2015・ラグビーワールドカップ2019のジョージア代表に選ばれた[2]。

## 略歴
モンペリエ、ベジエ、クラスニヤール、ロンドン・アイリッシュ、オーリヤック、ドンカスター・ナイツを経て、2019年、S.S.ラツィオ1927に加入。 
2020年、USダクスに加入。 